# Олексюк, Алла Николаевна
 Алла Николаевна Олексюк (10.12.1938 — 10.01.2016) — бригадир строителей-отделочников строительного управления «Отделстрой» комбината «Мариупольстрой» Министерства строительства Украинской ССР, Донецкая область, полный кавалер ордена Трудовой Славы (03.09.1990).

## Биография
Родилась 10 декабря 1938 года в селе Заиченко Буденновского района Сталинской области Украинской ССР (ныне село в Новоазовском районе Донецкой Народной Республике) в многодетной семье колхозника.
Окончила 7 классов школы в родном селе, затем в 1955 году школу фабрично-заводского обучения (ФЗО) № 6 в городе Жданов (с 1989 года – Мариуполь) Донецкой области. Среднее образование получила в вечерней школе, которую окончила в 1958 году. 
35 лет проработала бригадиром строителей-отделочников в строительном управлении «Отделстрой» комбината «Мариупольстрой».
Указами Президиума Верховного Совета СССР от 21 апреля 1975 года и от 19 марта 1981 года награждена орденами Трудовой Славы 3-й и 2-й степеней.
Указом Президиума Верховного Совета СССР от 7 июля 1986 года за успехи, достигнутые в выполнении заданий одиннадцатой пятилетки и социалистических обязательств, Олексюк Алла Николаевна награждена орденом Трудовой Славы 1-й степени. Стала полным кавалером Трудовой Славы.
Член Комитета советских женщин (1987-1990).
В 1990-е годы вышла на пенсию.
Умерла 10 января 2016 года в Мариуполе (ныне город в Донецкой Народной Республике Россия).

## Награды и звания
Награжден орденами Трудовой Славы 1-й, 2-й, 3-й степеней:3 ст. 21.04.1975 № 47480
2 ст. 19.03.1981 № 14378
1 ст. 07.07.1986 № 389
- медалями